# Галицький Володимир Людвигович
Галицький Володимир Людвигович (нар. 11 серпня 1927 — 22 лютого 2016) — Заслужений працівник сільського господарства України, батько Олександра Галицького.

## Життєпис
Народився 11 серпня 1927 року в селі Коща Троянівського району Житомирської області.
Трудову діяльність розпочав у 1944 році різноробочим колгоспу ім. Жданова Житомирського району.
У 1945—1949 роках працював шофером в Житомирському військовому шпиталі.
З 1949 по 1952 рік за направленням райвиконкому навчався у школі керівних кадрів колгоспів.
У 1952 році обраний головою колгоспу «Радянський шлях» с. Зарічани Житомирського району.
Після об'єднання в 1960 році колгоспу «Радянський шлях» з колгоспом ім. Молотова с. Станишівка працював заступником голови колгоспу. У тому ж році обраний головою об'єднаного господарства.
У 1963 році закінчив Житомирський сільськогосподарський інститут за спеціальністю «Вчений агроном».
З лютого 1974 року, після об'єднання колгоспів «Радянський шлях» та ім. Мануїльського у колгосп «Зоря» с. Піски (пізніше перейменованого в агрофірму «Зоря»), обраний його головою. Працював на цій посаді до 1995 року.
Обирався головою обласної ради колгоспів, депутатом восьми скликань районної ради.

## Нагороди та відзнаки
- орден Дружби народів
- два ордена Трудового Червоного Прапора
- медаль «За трудову доблесть»
- дві золоті медалі ВДНГ
- почесне звання «Заслужений працівник сільського господарства України»
- звання «Почесний громадянин Житомирського району» (присвоєно рішенням 18 сесії Житомирської районної ради 6 скликання від 23 травня 2013 року)